# Interessante-Zahlen-Paradoxon
Als Interessante-Zahlen-Paradoxon bezeichnet man in der Mathematik ein Paradoxon, das beim Versuch entsteht, Zahlen als interessant oder uninteressant zu klassifizieren. Dabei bezeichnet man eine Zahl ohne jegliche besondere Eigenschaft als uninteressante Zahl, alle anderen Zahlen sind interessante Zahlen.
Das Interessante-Zahlen-Paradoxon entsteht nun daraus, dass es einen in sich schlüssigen, wenn auch nicht ganz ernst gemeinten Beweis gibt, der zeigt, dass keine uninteressanten Zahlen existieren können und es somit nur interessante Zahlen gibt. 

## Beweis
Der kurze und klassisch anmutende Widerspruchsbeweis nutzt die Wohlordnung der natürlichen Zahlen, die besagt, dass jede nichtleere Teilmenge der natürlichen Zahlen eine kleinste Zahl enthält. 
Angenommen, es gibt eine nichtleere Menge von uninteressanten natürlichen Zahlen. Dann gibt es wegen der Wohlordnung der natürlichen Zahlen auch eine kleinste uninteressante natürliche Zahl. Diese kleinste uninteressante natürliche Zahl ist aber gerade durch ihre Minimalitätseigenschaft gegenüber allen anderen uninteressanten Zahlen besonders ausgezeichnet und ist daher gerade keine uninteressante natürliche Zahl. Dies steht aber im Widerspruch zu unserer Annahme, dass es sich um eine uninteressante natürliche Zahl handelt. Somit ist unsere Annahme der Existenz uninteressanter natürlicher Zahlen falsch, es gibt ausschließlich interessante natürliche Zahlen.

## Anekdoten
G. H. Hardy bezeichnete die Zahl 1729 einer Anekdote nach als „nichtssagend“, wurde dann aber von S. Ramanujan darüber aufgeklärt, dass dies „die kleinste natürliche Zahl [sei], die man auf zwei verschiedene Weisen als Summe von zwei Kubikzahlen ausdrücken kann“ (siehe S. Ramanujan#Anekdoten).
Eine Zahl kann als „langweilig“ bezeichnet werden, wenn sie nicht explizit in der On-Line Encyclopedia of Integer Sequences vorkommt. Für einen längeren Zeitraum war 8795 die kleinste langweilige Zahl in diesem Sinn.